# Eulepte
Eulepte là một chi bướm đêm thuộc họ Crambidae.

## Các loài
- Eulepte alialis (Guenée, 1854)
- Eulepte anticostalis (Grote, 1871)
- Eulepte concordalis Hübner, 1825
- Eulepte gastralis (Guenée, 1854)
- Eulepte inguinalis (Guenée, 1854)
- Eulepte levalis
- Eulepte ogmiusalis
- Eulepte peranthusalis
- Eulepte socialis
- Eulepte subcostalis
- Eulepte thalloalis
- Eulepte vogli Amsel, 1956